# NetCDF
Con NetCDF, de su sigla en inglés Network Common Data Form, se designa tanto un formato de archivo para el intercambio de datos científicos en arreglos (tablas) como al conjunto de software de código abierto que permite la creación y acceso a los datos. Se trata de un formato para datos binarios, que, por medio de la incorporación de metadatos en el archivo mismo, permite la independencia con respecto al sistema operativo o máquina utilizada para su uso. 
La estructura de la información estuvo basada inicialmente en el Common Data Format de la NASA, pero hoy se ha desarrollado en forma diferente y no es compatible con ese formato.
NetCDF es utilizado para el almacenamiento, proceso y evaluación de grandes cantidades de datos, especialmente en meteorología y ciencias de la tierra.
Sus características son:
- Autodescribiente: contiene una descripción de su contenido.
- Portable: es accesible por sistemas operativos con diferentes maneras de almacenar enteros, caracteres y números de punto flotante.
- Escalable: subconjuntos de grandes bases de datos son accesibles incluso desde máquinas remotas.
- Complementable: datos nuevos pueden ser agregados sin modificaciones extremas a los datos anteriores de un archivo.
- Compartible: mientras un editor agrega datos otros varios editores del archivo pueden continuar su lectura de datos.
- Compatible: la compatibilidad con versiones anteriores será conservada.

Para el procesamiento de la información contenida en un archivo se han creado herramientas e interfaces que posibilitan el manejo de las grandes cantidades de información de una manera rápida y sencilla, algunas de las cuales son:
- ncdump, para visualizar los datos contenidos.
- CDO, para leer y modificar.
- panoply, para visualizar los datos contenidos.